# Hibiscus fragilis
Espèce
Classification phylogénétique
Statut de conservation UICN

 CR B1+ 2abce, D : 
En danger critique
Hibiscus fragilis est une espèce d'arbuste du genre Hibiscus et de la famille des Malvaceae.
Cette espèce en danger vit à l'état sauvage à l'île Maurice. On trouve quelques rares plants sur la montagne Corps de Garde ainsi que sur le Morne Brabant.
Elle est également présente à Mafate, à La Réunion.
Cette espèce est appelée communément « augerine » ou « mandrinette ».

## Remarque
Attention à ne pas confondre avec Hibiscus fragilis auct. non DC. qui est, en réalité, Hibiscus boryanus DC.